# Lophoptera strigilota
Lophoptera strigilota är en fjärilsart som beskrevs av Joannis 1928. Lophoptera strigilota ingår i släktet Lophoptera och familjen nattflyn. Inga underarter finns listade i Catalogue of Life.